# TT346
La tombe thébaine TT 346 est située  dans la vallée des Nobles à Cheikh Abd el-Gournah, dans la nécropole thébaine, sur la rive ouest du Nil, face à Louxor en Égypte.
Son propriétaire est Penrê qui assurait plusieurs fonctions, dont celle de directeur des travaux du Ramesséum. Il est également chef des Medjaÿ, gardien du quartier des femmes au palais de la divine adoratrice du dieu.
La tombe de Penrê date probablement de l'époque de Ramsès II mais a été usurpée par Amenhotep à l'époque de Ramsès IV.